# Гегенбауерови полиноми
Гегенбауерови полиноми су ортогонални полиноми {\displaystyle C_{n}^{(\alpha )}}, који представљају решење Гегенбауерове диференцијалне једначине:
{\displaystyle (1-x^{2})y''-(2\alpha +1)xy'+n(n+2\alpha )y=0.\,}
Гегенбауерови полиноми представљају специјални случај Јакобијевих полинома, а Лежандрови полиноми и Чебишевљеви полиноми су специјални случај Гегенбауерових полинома. Добили су име по аустријском математичару Леополду Гегенбауеру.

## Својства
Гегенбауерови полиноми су специјални случај Јакобијевих полинома:
{\displaystyle C_{n}^{(\alpha )}(x)={\frac {(2\alpha )_{n}}{(\alpha +{\frac {1}{2}})_{n}}}P_{n}^{(\alpha -1/2,\alpha -1/2)}(x).}
Могу да се прикажу помоћу хипергеометријске функције:
{\displaystyle C_{n}^{(\alpha )}(z)={\frac {(2\alpha )_{n}}{n!}}\,_{2}F_{1}\left(-n,2\alpha +n;\alpha +{\frac {1}{2}};{\frac {1-z}{2}}\right).}
односно развојем се добија:
{\displaystyle C_{n}^{(\alpha )}(z)=\sum _{k=0}^{\lfloor n/2\rfloor }(-1)^{k}{\frac {\Gamma (n-k+\alpha )}{\Gamma (\alpha )k!(n-2k)!}}(2z)^{n-2k}.}
Гегенбауерови полиноми могу да се прикажу и помоћу Родригезове формуле:
{\displaystyle C_{n}^{(\alpha )}(z)=\sum _{k=0}^{\lfloor n/2\rfloor }(-1)^{k}{\frac {\Gamma (n-k+\alpha )}{\Gamma (\alpha )k!(n-2k)!}}(2z)^{n-2k}.}

## Генерирајућа функција
Функција генератриса Гегенбауерових полинома је:
{\displaystyle {\frac {1}{(1-2xt+t^{2})^{\alpha }}}=\sum _{n=0}^{\infty }C_{n}^{(\alpha )}(x)t^{n}.}

## Рекурзија
Гегенбауерови полиноми задовољавају следећу рекурзију:
{\displaystyle {\begin{aligned}C_{0}^{\alpha }(x)&=1\\C_{1}^{\alpha }(x)&=2\alpha x\\C_{n}^{\alpha }(x)&={\frac {1}{n}}[2x(n+\alpha -1)C_{n-1}^{\alpha }(x)-(n+2\alpha -2)C_{n-2}^{\alpha }(x)].\end{aligned}}}

## Ортонормираност
За фиксни α полиноми су ортогонални на [−1, 1] са тежинском функцијом:
{\displaystyle w(z)=\left(1-z^{2}\right)^{\alpha -{\frac {1}{2}}}.}
Добија се за n ≠ m,
{\displaystyle \int _{-1}^{1}C_{n}^{(\alpha )}(x)C_{m}^{(\alpha )}(x)(1-x^{2})^{\alpha -{\frac {1}{2}}}\,dx=0.}
а за исти n:
{\displaystyle \int _{-1}^{1}\left[C_{n}^{(\alpha )}(x)\right]^{2}(1-x^{2})^{\alpha -{\frac {1}{2}}}\,dx={\frac {\pi 2^{1-2\alpha }\Gamma (n+2\alpha )}{n!(n+\alpha )[\Gamma (\alpha )]^{2}}}.}